# Рагузино (Владимирская область)
Рагузино — деревня в Судогодском районе Владимирской области России, входит в состав Муромцевского сельского поселения.

## География
Деревня расположена на берегу речки Войнинга в 5 км на юго-запад от райцентра города Судогда. 

## История
В XIX — первой четверти XX века деревня входила в состав Бережковской волости Судогодского уезда, с 1926 года — в составе Судогодской волости Владимирского уезда. В 1859 году в деревне числилось 21 дворов, в 1905 году — 33 дворов, в 1926 году — 34 дворов.
С 1929 года деревня входит в состав Афонинского сельсовета Судогодского района, с 1954 года — в составе Судогодского сельсовета, с 1979 года — в составе Беговского сельсовета, с 2005 года — в составе Муромцевского сельского поселения.

## Население
| 1859 | 1905 | 1926 | 2002 |
| ---- | ---- | ---- | ---- |
| 126  | 179  | 157  | 8    |

| 1859 | 1905 | 1926 | 1959 | 1970 | 1979 | 1983 |
| ---- | ---- | ---- | ---- | ---- | ---- | ---- |
| 126  | ↗179 | ↘157 | ↘115 | ↘67  | ↘31  | ↗37  |
| 2002 | 2010 | 2021 |      |      |      |      |
| ↘8   | ↗13  | ↘8   |      |      |      |      |